# Vasikkasaari (ö i Finland, Kajanaland, Kehys-Kainuu, lat 65,37, long 28,87)
Vasikkasaari är en ö i Finland. Den ligger i sjön Pieni-Peranka och i kommunen Suomussalmi i den ekonomiska regionen  Kehys-Kainuu  och landskapet Kajanaland, i den nordöstra delen av landet, 600 km norr om huvudstaden Helsingfors. Öns area är 10,8 hektar och dess största längd är 0,7 kilometer i öst-västlig riktning.